# Psautier de Stuttgart
Le psautier de Stuttgart est un manuscrit enluminé contenant le texte du livre des Psaumes selon le rite gallican. Exécuté vers 820-830 au scriptorium de l'abbaye de Saint-Germain-des-Prés à Paris, il s'agit de l'un des manuscrits les plus richement illustrés de l'enluminure carolingienne avec 316 miniatures. Il se trouve conservé depuis la fin du XVIIIe siècle à la Württembergische Landesbibliothek de Stuttgart.

## Historique
L'origine précise du manuscrit est inconnue. Cependant, l'écriture utilisée et le style des lettrines le rapproche de manuscrits copiés dans le premier tiers du IXe siècle et plus précisément des années 820-830, au scriptorium de l'abbaye de Saint-Germain-des-Prés à Paris. Le commanditaire est inconnu lui aussi. Le fait qu'il n'a pas fait l'objet de copie indique peut-être qu'il a tout de suite été la propriété d'un particulier, un aristocrate sans doute.
Il faut attendre le XVIIIe siècle pour retrouver la plus ancienne mention de l'ouvrage. Une lettre datée de 1787 conservée par la bibliothèque indique qu'il est en possession de l'avocat à la cour de Stuttgart Daniel Gottlieb Friedrich Faber qui cherche à le vendre au duc Charles II de Wurtemberg. Cet avocat est le fils du docteur Friedrich Gottlieb Faber (1703-1759), médecin personnel des ducs de Wurtemberg. Ce dernier pourrait l'avoir reçu en cadeau à la suite d'une guérison particulière. Le manuscrit aurait alors précédemment appartenu à la famille des Wurtemberg à l'époque où ils étaient de confession protestante. La numérotation des psaumes a en effet été changée au cours du XVIIe siècle pour se conformer à la numérotation luthérienne. Sa présence dans la bibliothèque de Stuttgart est attestée en 1818. 

## Description
Le manuscrit contient le livre des Psaumes dans leur version gallicane, c'est-à-dire dans la seconde version de saint Jérôme. Chaque psaume commence par une lettrine ornée, soit 162, avec des décors variés : végétal, géométrique, zoomorphes, et entrelacs. Le texte est surtout décoré par 316 miniatures. Elles sont au nombre de 2 à 3 par psaume en moyenne mais peuvent atteindre jusqu'à 23 miniatures pour la psaume 118. Chaque miniature illustre généralement le verset qu'elle suit immédiatement. Elles illustrent le texte de différentes manières : l'illustration littérale du texte (cas le plus fréquent), l'illustration de la scène de l'Ancien Testament à laquelle il est fait allusion, l'illustration de sujets du Nouveau Testament ou de la vie liturgique traditionnellement associés au verset du psaume, et enfin, l'illustration des sujets issus de l'exégèse du texte.
Il contient cinq Crucifixons qui montrent le Christ en homme jeune, les yeux ouverts, paisible.

"
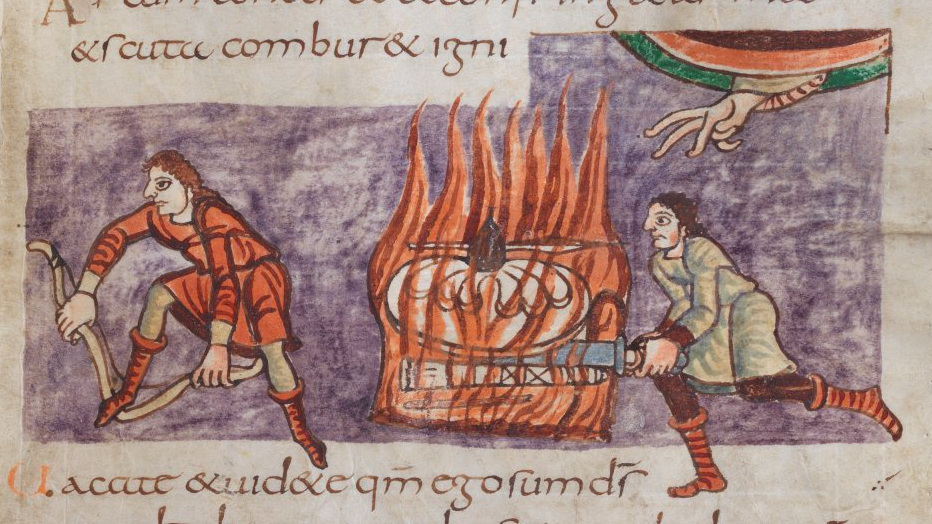
Destruction d'armes à l'occasion de funérailles.
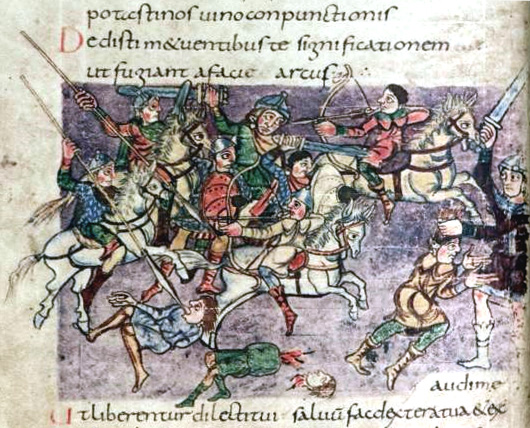
Scène de bataille.
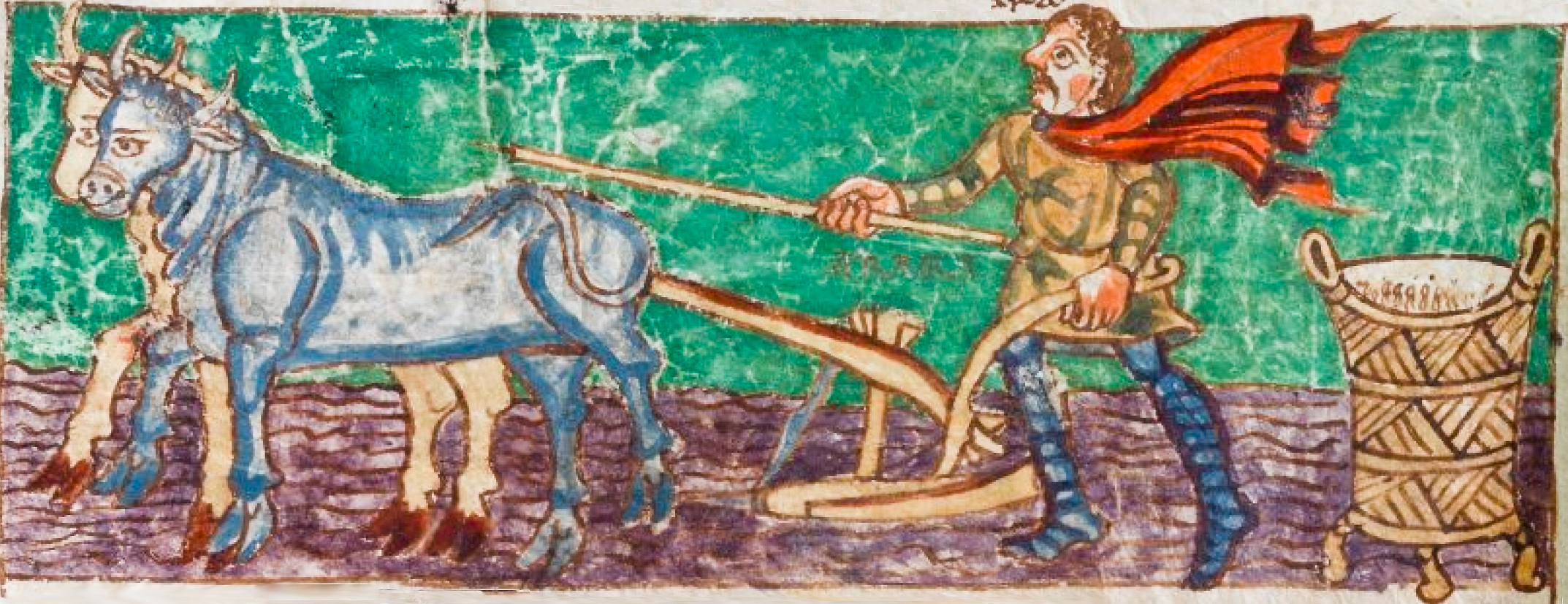
Scène de labours, f.124v.

Plusieurs mains ont été distinguées dans la réalisation de ces miniatures. Celles présentes du f.2 au f.60 sont de la main des principaux maîtres, mettant en œuvre une grande créativité avec assurance, alors qu'un adjoint moins doué a réalisé les miniatures des f.61 à 82, plus schématiques. La distinction est moins claire pour le reste des miniatures, mélangeant parfois une iconographie originale et des réalisations plus répétitives. De manière générale, le style de ces enluminures est relativement à part dans la production carolingienne de France ou du Rhin. Elle semble plus influencée par des manuscrits du nord de l'Italie.